# Anh hùng trẻ tuổi Hercules
Young Hercules là một bộ phim truyền hình dành cho thiếu niên của Mỹ lấy ý tưởng từ bộ phim truyền hình Hercules: The Legendary Journeys. Bộ phim được phát sóng trên kênh Fox Kids từ 12 tháng 9 năm 1998, đến 12 tháng 5 năm 1999. Bộ phim gồm một phần có 50 tập với sự diễn xuất chính của tài tử Hollywood Ryan Gosling, diễn viên sau này nổi tiếng với vai Noah Calhoun trong phim Nhật ký tình yêu (The Notebook, 2002).
Tại Việt Nam, bộ phim từng được phát sóng trên kênh HTV7 và HTV9 của Đài truyền hình Thành phố Hồ Chí Minh với tên tiếng Việt là "Anh hùng trẻ tuổi Hercules".

## Diễn viên
- Ryan Gosling trong vai Hercules
- Dean O'Gorman trong vai Iolaus
- Chris Conrad trong vai Jason